# Guitar World
A Guitar World egy havonta megjelenő, gitárosokról szóló zenei magazin. Eredeti interjúkat, albumkritikákat, készülékleírásokat, gitár és basszusgitár tabulatúrákat (havonta megközelítőleg ötöt) tartalmaz.
A magazin 1980 júliusában debütált, a borítóján Johnny Winter szerepelt. Több évtizedes történelmében a rockzene legbefolyásosabb gitárosaival készítettek interjút, például: Angus Young, David Gilmour, Jimmy Page, Ace Frehley, Tony Iommi, Ritchie Blackmore, Joe Satriani, Eric Clapton, Slash, Steve Vai, Frank Zappa, Joe Perry és Eddie Van Halen (utóbbi mintegy tizenhárom alkalommal szerepelt a borítón).
2005 januárjától CD, 2007-ben pedig DVD melléklettel is megjelenik.

## Külső hivatkozások
- Hivatalos weboldal
- 100 Greatest Guitar Solos Archiválva 2016. március 5-i dátummal az Archive.is-en (a magazin olvasóinak szavazása alapján)